# Lecanodiaspis anomala
Lecanodiaspis anomala är en insektsart som först beskrevs av Green 1900.  Lecanodiaspis anomala ingår i släktet Lecanodiaspis och familjen Lecanodiaspididae. Inga underarter finns listade i Catalogue of Life.